# Remember (Walking in the Sand)
Remember (Walking in the Sand) è un brano musicale scritto da George "Shadow" Morton e pubblicato come singolo discografico dal girl group statunitense The Shangri-Las nel 1964.

## Tracce
- 7"

1. Remember (Walking in the Sand)
2. It's Easier to Cry

## Formazione
- Mary Weiss – voce
- Marge Ganser – cori
- Mary Ann Ganser – cori
- Betty Weiss – cori

## Cover degli Aerosmith
Il gruppo rock statunitense Aerosmith ha inciso la cover del brano nel 1979, pubblicandola anche come singolo estratto dall'album Night in the Ruts.

### Tracce
- 7"

1. Remember (Walking in the Sand)
2. Bone to Bone